# Heeresgruppe Böhm-Ermolli
Heeresgruppe Böhm-Ermolli var en armégruppe i den østrig-ungarske hær, der kæmpede på østfronten under første verdenskrig. Armégruppen var aktiv fra 15. september 1915 til 25. juli 1916 og igen fra 4. oktober 1916 til 24. januar 1918. Armégruppen blev anført af Eduard von Böhm-Ermolli. 

## Sammensætning september 1915 - juli 1916
- Østrig-ungarske første armé (Paul Puhallo von Brlog)
- Østrig-ungarske anden armé (Eduard von Böhm-Ermolli)

## Sammensætning oktober 1916 - januar 1918
- Østrig-ungarske anden armé (Eduard von Böhm-Ermolli)
- Tyske sydarmé (Felix Graf von Bothmer)
- Østrig-ungarske tredje armé (Karl Graf von Kirchbach auf Lauterbach, efterfulgt af Karl Tersztyánszky von Nádas og Karl Kritek), fra juli 1917.